# Пономаренко, Светлана
Светлана Пономаренко (род. 28 ноября 1969, Оренбург) — российская легкоатлетка, специалистка по бегу на длинные дистанции и марафону. Выступала как элитная спортсменка в 1998—2012 годах, победительница и призёрка многих крупных стартов на шоссе, в том числе имеет в послужном списке победы на марафонах во Франкфурте, Далласе, Нашвилле, Афинах. Представляла Оренбургскую область. Мастер спорта России международного класса.

## Биография
Светлана Пономаренко родилась 29 ноября 1969 года в Оренбурге.
Дебютировала на марафонской дистанции в сезоне 1998 года — финишировала седьмой на Московском марафоне «Лужники» (2:46:02), второй на Сибирском международном марафоне (2:42:37), пятой на Тюменском марафоне (2:49:16).
В 1999 году на чемпионате России по марафону в Москве с результатом 2:35:15 стала второй позади Елены Гунделах, тогда как на чемпионате России по бегу по шоссе в Адлере закрыла десятку сильнейших в программе полумарафона. Также в этом сезоне стала третьей на Стокгольмском марафоне (2:40:48) и четвёртой на марафоне в Чезано-Босконе (2:40:02).
В 2000 году заняла шестое место на Римском марафоне (2:38:33).
На чемпионате России 2001 года в Москве была пятой в марафоне (2:41:26). Помимо этого, показала четвёртый результат на Стокгольмском марафоне (2:41:49), второй результат на Московском международном марафоне мира (2:40:24), третий результат на Афинском классическом марафоне (2:46:58).
В 2003 году была седьмой на Стамбульском марафоне (2:50:00), принимала участие в чемпионате Европы по кроссу в Эдинбурге, где в забеге на 6,6 км заняла 51-е место.
В 2004 году стала третьей на Московском полумарафоне (1:18:12), второй на Стокгольмском марафоне (2:42:05), третьей на Афинском классическом марафоне (2:41:42). На чемпионате России по кроссу в Оренбурге выиграла серебряную медаль, уступив только Виктории Климиной. Представляла Россию на кроссовом чемпионате Европы в Херингсдорфе, где на сей раз в женском личном зачёте расположилась на 57-й строке.
В 2005 году финишировала четвёртой на Пражском марафоне (2:36:57) и пятой на Франкфуртском марафоне (2:31:26).
В 2006 году одержала победу на марафонах во Франкфурте (2:30:04) и в Далласе (2:29:55). Во втором случае установила свой личный рекорд.
В 2007 году выиграла Марафон городов-близнецов в Сент-Поле (2:34:09) и Афинский классический марафон (2:33:19).
В 2008 году была лучшей на марафонах в Нашвилле (2:30:33) и Далласе (2:37:14).
В 2009 году стала второй на марафоне в Сан-Антонио (2:34:57).
В 2010 году пришла к финишу второй на Марафоне городов-близнецов в Сент-Поле (2:35:23).
В 2011 году была восьмой на Лос-Анджелесском марафоне (2:38:56) и одиннадцатой на Бабушкином марафоне в Дулуте (2:38:03).
Последний раз выступала в статусе элитной спортсменки в сезоне 2012 года, когда с результатом 2:52:19 заняла 17-е место на Марафоне городов-близнецов в Сент-Поле.